# James Graham Fair

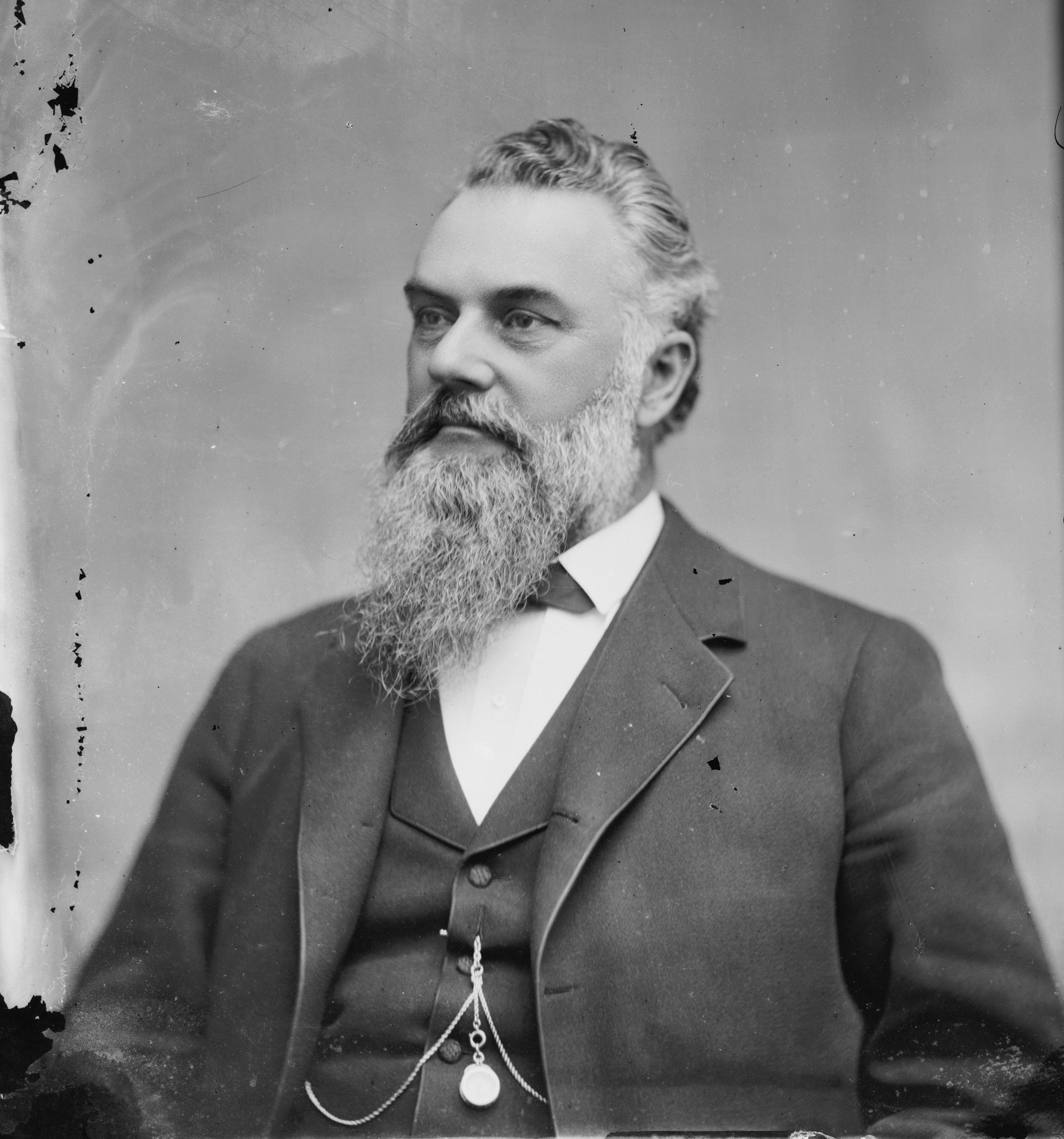
James Graham Fair

James Graham Fair (* 3. Dezember 1831 in der Nähe von Belfast, County Tyrone; † 28. Dezember 1894 in San Francisco, Kalifornien) war ein nordirisch-amerikanischer Politiker. Zwischen 1881 und 1887 vertrat er den Bundesstaat Nevada im US-Senat.

## Werdegang
Im Jahr 1843 kam James Fair mit seinen Eltern aus seiner nordirischen Heimat in die Vereinigten Staaten, wo sie sich auf einer Farm in Illinois niederließen. Er besuchte die dortigen Schulen und zog im Jahr 1849 nach Kalifornien, wo er sich bis 1860 am damaligen Goldrausch beteiligte. Anschließend zog er nach Virginia City, wo er in das Silberminen Geschäft einstieg. Außerdem betrieb er in der Gegend ein Pochwerk. Im Jahr 1867 wurde er Leiter der Hale and Norcross Mine in Virginia City. Zusammen mit einigen Partnern wurde er Großaktionär der Comstock Lodge Minen. Dabei wurden alle Partner sehr reich. Fair wurde auch im Eisenbahngeschäft und in der Immobilienbranche tätig. Dabei weitete er sein Geschäfte auf San Francisco und die amerikanische Westküste aus. Neben diesen Tätigkeiten war Fair zusammen mit einem Partner Eigentümer der Nevada Bank of San Francisco. 
Politisch war James Fair Mitglied der Demokratischen Partei. Im Jahr 1880 war er von der Nevada Assembly in den US-Senat gewählt, wo er am 4. März 1881 die Nachfolge von William Sharon antrat, der auch einer seiner geschäftlichen Konkurrenten in Virginia City war. Da er im Jahr 1886 nicht wiedergewählt wurde, musste er am 3. März 1887 den Kongress wieder verlassen. Anschließend zog er nach San Francisco, wo er seine geschäftliche Laufbahn fortsetzte. Dort ist er am 28. Dezember 1894 auch verstorben.  